# دیگو کوستا (مبلغ مسیحی)
دیگو کوستا (به پرتغالی: Diego Costa) (۱۵۷۶ – ۱۶۳۳) یک یک مبلغ مذهبی مسیحی از اهالی پادشاهی پرتغال و از اعضای انجمن عیسی بود. وی در سال ۱۶۰۹ به ژاپن وارد شد پس از اعلام ممنوعیت مسیحیت در سال ۱۶۱۴ یک بار به ماکائو در جمهوری خلق چین گریخت ولی در سال بعد دوباره از طریق مانیل در فیلیپین به ناگاساکی وارد شد. وی سال‌ها در ناحیه چوگوکو در جنوب ژاپن به کار تبلیغ مسیحیت ادامه داد تا سرانجام در ولایت سوئو دستگیر شد و به ناگاساکی فرستاده شد سرانجام در سال ۱۶۳۳ گردن زده شد.